# Undercover (롤링 스톤스의 음반)
《Undercover》는 1983년 11월 7일에 발매된 영국의 록 밴드 롤링 스톤스의 열일곱 번째 영국의 스튜디오 음반이자 열아홉 번째 미국의 스튜디오 음반이다.
그들의 이전 스튜디오 음반인 《Tattoo You》 (1981년) 이후, 《Undercover》는 1980년대 모든 새로운 음반의 첫 발매였다. 각 원론적인 작곡가들이 그 밴드를 다른 방향으로 끌고 가길 원했기 때문에 스튜디오의 긴장감은 높았다. 보컬리스트 믹 재거는 레게, 월드비트, 뉴 웨이브 음악 질감을 선호하며 현대 음악의 경향에 적응하기 위해 노력했고 기타리스트 키스 리처즈는 밴드가 블루스 록의 뿌리로 돌아오기를 원했다. 그 결과 이 음반은 곡이 고르지 않을 경우 다양한 스타일을 포괄하는 곡들을 혼합한 곡이다. 기타리스트 로니 우드, 베이시스트 빌 와이먼, 드러머 찰리 와츠 등 다른 원리 밴드 멤버 외에도 이번 음반에는 게스트 뮤지션들이 대거 참여했다. 이 밴드의 전 멤버이자 피아노의 단골 참여자인 이언 스튜어트의 생애 동안 녹음된 마지막 음반이 될 것이다.
이 음반은 10년 만에 처음으로 4위를 정점으로 미국 음반 차트에서 1위를 놓친 음반이 될 것이다. 이 음반에서 세 곡의 싱글곡들이 발표되었는데, 최고 등급은 40위 안에 드는 〈Undercover of the Night〉이다.

## 배경
최근 레코딩 기술의 발전으로 인해, 롤링 스톤스가 지미 밀러 이후 최초로 사용한 외부 프로듀서인 크리스 킴지에 의해 믹 재거와 키스 리처즈가 프로듀서 자리에 공식적으로 합류하게 되었다. 그들은 1982년 11월 프랑스 파리의 파테 마르코니 스튜디오에서 녹음을 시작했다. 크리스마스 휴일을 맞아 휴식을 취한 후, 그들은 다음 여름 뉴욕에서 음반을 완성했다.
《Undercover》의 제작은 힘든 과정이었는데, 주로 재거와 리처즈의 유명한 1980년대 중반 행이 이 세션에서 시작되었기 때문이다. 재거는 새로운 스타일을 잘 알고 있었고 롤링 스톤스를 최신의 실험적인 것으로 유지하고 싶어했고, 리처즈는 겉보기에는 밴드의 록 앤 블루스에 더 집중하고 있었다. 그 결과 마찰이 있었고, 앞으로 몇 년 동안 두 핵심 멤버 사이의 긴장이 높아질 것이다.
《Undercover》에 수록된 가사는 재거가 가장 우스꽝스러운 것으로 중앙아메리카에 관한 드문 정치적 트랙인 〈Undercover of the Night〉와 〈Tie You Up (The Pain of Love)〉과 〈Too Much Blood〉에서 찾아볼 수 있는 매우 야릇한 이미지로, 재거가 댄스 음악에 현대적 경향을 접목시키려는 시도를 하고 있다. 음악적으로 《Undercover》는 하드 록과 레게, 뉴 웨이브의 대결로 나타나 당시 재거와 리처즈 간의 주도권 다툼을 반영하고 있다. 〈Pretty Beat Up〉은 주로 로니 우드 작곡으로, 재거와 리처즈 모두 음반에 수록하는 것을 꺼린 것으로 알려졌다. 《Undercover》 음반 커버에는 피터 코리스턴의 미술 방향과 디자인에 휴버트 크레츠슈마르의 콘셉트 시작, 사진 및 일러스트레이션이 수록되어 있었다.

## 발매 및 평가
| 평가 점수                     | 평가 점수 |
| 출처                          | 점수      |
| ----------------------------- | --------- |
| AllMusic                      | [ 3 ]     |
| Blender                       | [ 4 ]     |
| Christgau's Record Guide      | C+        |
| MusicHound                    | 2/5       |
| The Rolling Stone Album Guide | [ 7 ]     |
| Tom Hull                      | B         |

《Undercover》는 1983년 11월 7일에 발매되었으며, 영국에서 3위, 미국에서는 4위까지 올랐다. 그러나 이는 상대적인 실패로 여겨졌는데, 컴필레이션 및 라이브 음반을 제외하고 미국에서 8연속 1위를 기록하던 흐름을 끊었으며, 대중적으로 큰 성공을 거둔 싱글도 배출하지 못했다.
《Undercover》는 롤링 스톤스 음반 중 피터 코리스턴이 아트 디렉션을 맡은 네 번째 연속 작품으로, 그는 《Tattoo You》 작업으로 그래미 어워드를 수상한 바 있다. 이번 음반의 콘셉트 기획, 사진, 일러스트레이션은 휴버트 크레치머가 담당했다. 오리지널 바이닐 판의 커버 아트는 실제로 벗겨낼 수 있는 스티커로 덮여 있었으며, 이를 떼어내면 그 아래에 다양한 기하학적 무늬가 드러나는 디자인이었다.
당대의 비평적 반응은 엇갈렸다. 《롤링 스톤》의 커트 로더는 이 음반에 4.5점을 부여하며 "변명의 여지가 없는 로큰롤"이라 극찬했다. 반면, 로버트 크리스트가우는 이 음반을 "혼탁하고 과장되며 일관성 없는 쓰레기"라고 혹평했으며, 밴드의 "최악의 스튜디오 음반"이라고 단언했다.
많은 팬들은 이 음반을 롤링 스톤스의 비교적 약한 작품 중 하나로 간주하게 되었으며, 이러한 평가는 이후 믹 재거 본인의 인터뷰에서도 어느 정도 반영되었다. 일부 평론가들은 주로 녹음 방식을 비판했지만, 음반의 상당 부분이 하드 록 스타일 (〈She Was Hot〉, 〈Too Tough〉, 〈All the Way Down〉, 〈It Must Be Hell〉 등)로 구성되어 있어, 일관성 없는 수록곡 구성이 더 큰 문제로 지적되기도 했다. 이후의 몇몇 평론에서는 이 음반의 잡다함과 공격적인 분위기를 당시 재거와 리처즈 사이의 갈등 탓으로 돌리기도 했다.

## 곡 목록
로니 우드와 공동 작사/작곡한 〈Pretty Beat Up〉을 제외하고, 모든 곡들은 믹 재거와 키스 리처즈에 의해 작사/작곡하였다.
| #  | 제목                              | 재생 시간 |
| -- | --------------------------------- | --------- |
| 1. | 〈Undercover of the Night〉       | 4:31      |
| 2. | 〈She Was Hot〉                   | 4:40      |
| 3. | 〈Tie You Up (The Pain of Love)〉 | 4:16      |
| 4. | 〈Wanna Hold You〉                | 3:52      |
| 5. | 〈Feel On Baby〉                  | 5:03      |

| #  | 제목                 | 재생 시간 |
| -- | -------------------- | --------- |
| 1. | 〈Too Much Blood〉   | 6:14      |
| 2. | 〈Pretty Beat Up〉   | 4:03      |
| 3. | 〈Too Tough〉        | 3:52      |
| 4. | 〈All the Way Down〉 | 3:12      |
| 5. | 〈It Must Be Hell〉  | 5:03      |

## 인증
| 국가                       | 인증     | 판매량/출하량 |
| -------------------------- | -------- | ------------- |
| 일본 (RIAJ)                | 골드     | 100,000^      |
| 스페인 (PROMUSICAE)        | 골드     | 50,000^       |
| 스웨덴 (GLF)               | 골드     | 50,000^       |
| 영국 (BPI)                 | 골드     | 100,000^      |
| 미국 (RIAA)                | 플래티넘 | 1,000,000^    |
| 유고슬라비아               | —        | 41,069        |
| ^출하량을 기반으로 한 인증 |          |               |